# Legenda aurea

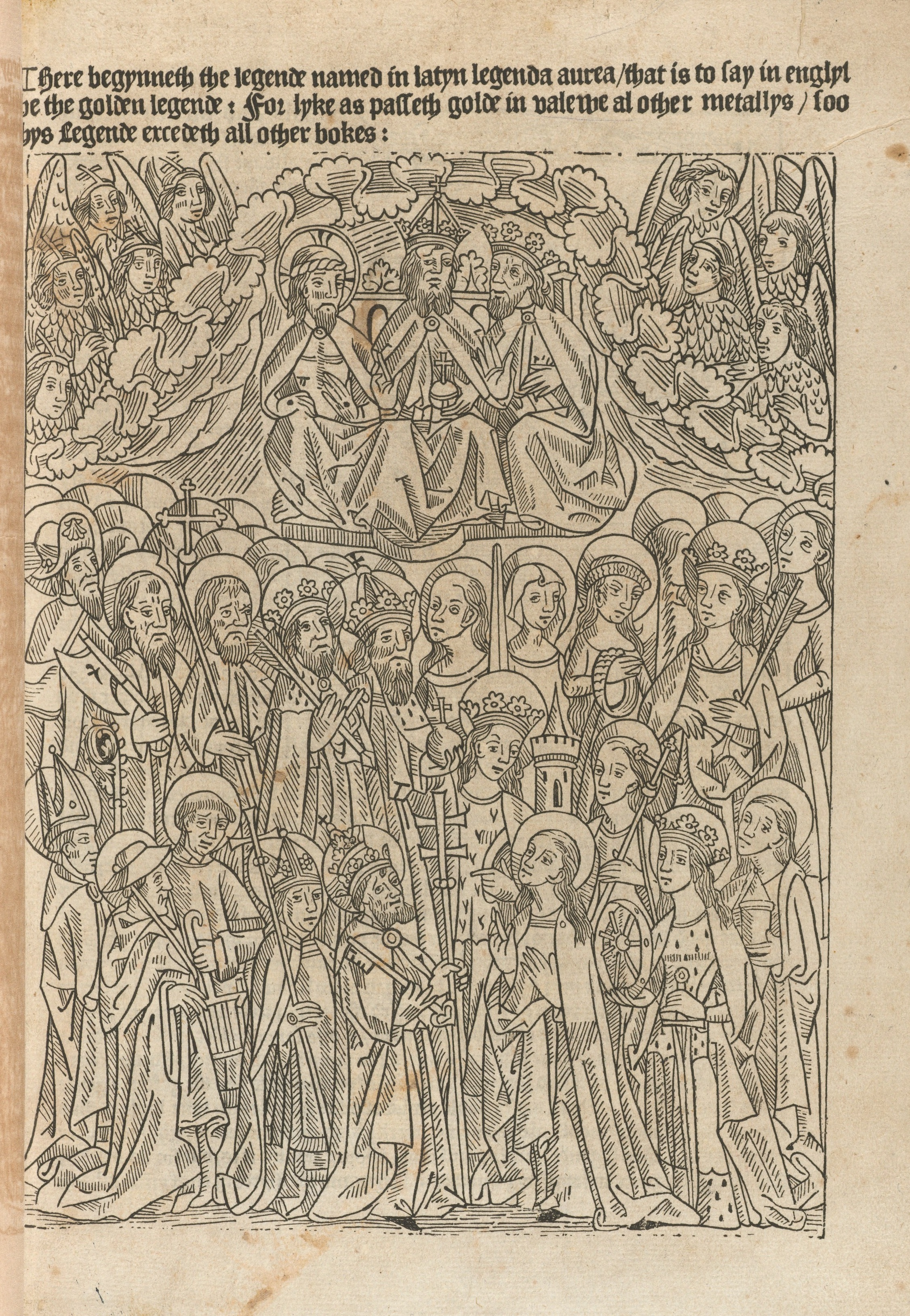
Illustration for Golden Legend (English), 1493

Legenda aurea, intitulată inițial Legenda Sanctorum, a fost una dintre cărțile de succes ale Evului Mediu creștin. Autorul, dominicanul Jacoppo da Voragine, ulterior arhiepiscop de Genova, și-a intitulat lucrarea legendă din simpla sa menire de a fi citită și nu din cauză că ar fi conținut povestiri fantastice. Cartea a fost ulterior numită aurea din cauza conținutului neprețuit. Impresionanta culegere (atât prin dimensiuni, cât și prin impact) a fost redactată în jurul anului 1260 în limba latină. Deși tradusese deja Biblia în limba italiană vernaculară, da Voragine a ales latina pentru noua sa colecție de legende ale sfinților pentru a le face larg accesibile. Manuscrisul original numără peste 350 de pagini și conține o introducere (despre interpretarea simbolică a diviziunii quadripartite a anului), 182 de capitole dedicate fiecare unui sfânt sau unei sărbători, aranjate conform cronologiei liturgice. Legenda Aurea a câștigat o binecunoscută dominanță în cadrul literaturii hagiografice ulterioare. Peste 900 de manuscrise s-au păstrat, unele decorate cu miniaturi și caligrafii deosebite. Între 1470 și 1530 a fost cea mai tipărită carte în Europa și probabil, cea mai citită carte, după Biblie. 

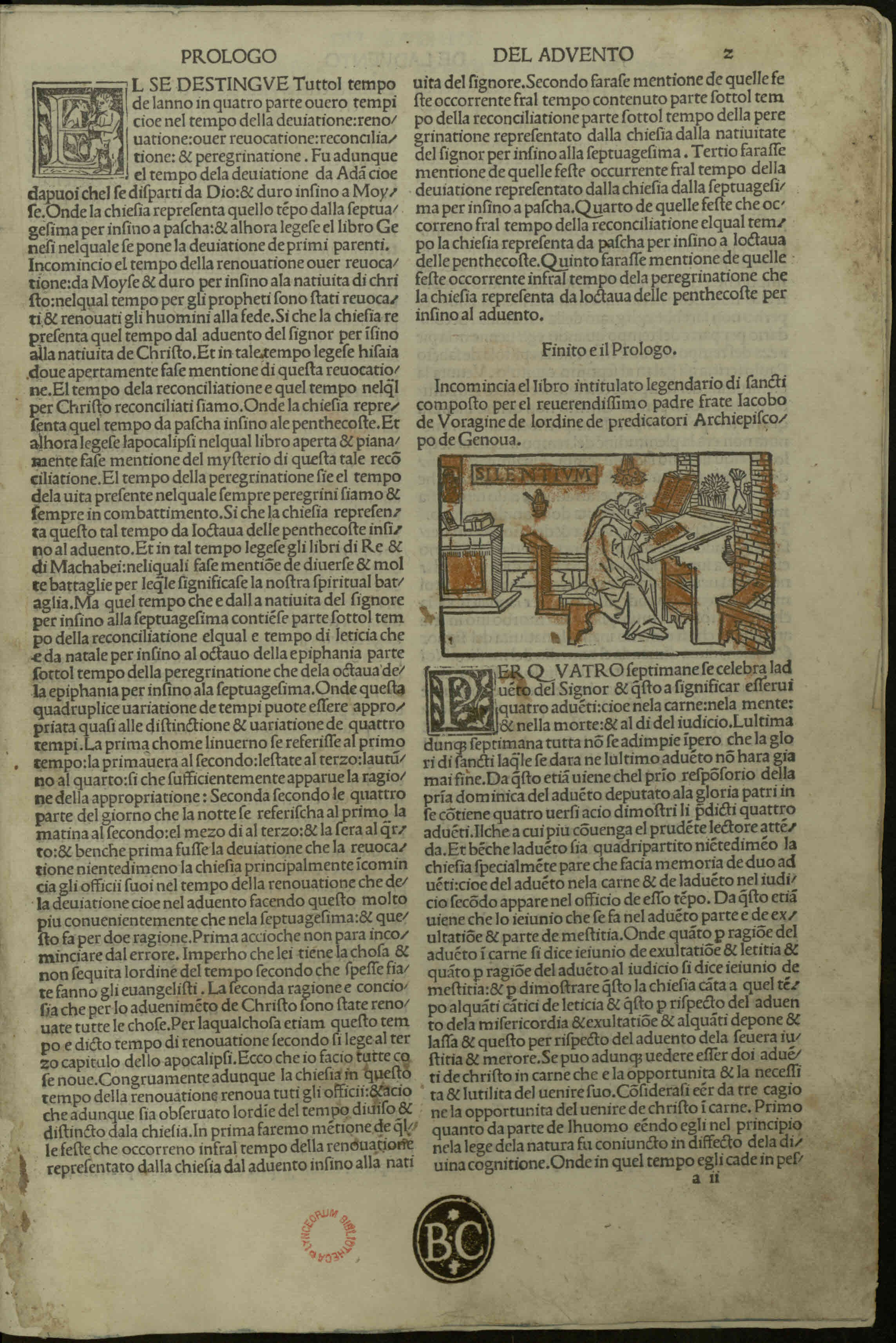
Legenda Aurea, 1499.

Intenția lui Voragine a fost aceea de a pune la un loc toate informațiile anterioare despre viețile sfinților, exprimându-și uneori părerea de istoric asupra veridicității acestor informații. Autorul a dorit înainte de toate să convingă de autenticitatea povestirilor sale, aducându-le în același timp la cunoștința tuturor. Legenda Aurea era destinată lecturării cu voce tare în mănăstiri, biserici sau urma să constituie o bază pentru predicatori. Și a fost într-adevăr un succes, câștigând recunoaștere deplină și autoritate imbatabilă în domeniu. Versiunile sale asupra legendelor hagiografice și-au făcut loc în conștiința populară și au stat la baza a nenumărate reprezentări artistice. Autenticitatea unei legende pentru Voragine nu se baza atât de mult pe vechimea sau pe autoritatea tradiției, cât pe aprecierea arătată de Biserică. Un alt aspect important de semnalat este intenția pregnantă a autorului de a se folosi de aceste legende pentru a ilustra doctrina catolică. În acest sens, interpretările și explicațiile sale au un caracter doctrinar ușor de sesizat și pe alocuri aproape facil.